# Wavrin
Wavrin là một xã của tỉnh Nord, thuộc vùng Hauts-de-France, miền bắc nước Pháp.
Its foundation was around the year 1020.
It is part of the Urban Community of Lille Métropole.

## People
- Jean de Waurin